# Can Can (banda)
Can Can es una banda ecuatoriana de rock, que se adentra a  los géneros musicales del Rock psicodélico, Indie Rock, Rock electrónico, electroacústica, electrónica y varias fusiones de sonidos con distorsiones electrónico-rockeras.

## Trayectoria
La banda se forma en San Francisco de Quito, ciudad capital de la República de Ecuador, en el año 2002. Empezó como un trío conformado por Denisse Santos como su vocalista, Pato Sánchez en la batería y Daniel Pasquel en la guitarra eléctrica y las secuencias. Se denominaron Can-Can al ser invitados a tocar en vivo para Radio Latina de Quito y en ese mismo año presentaron su primer demo titulado con su propio nombre “Can-Can”. Luego de su lanzamiento Can Can tuvo buenas críticas por parte de la revista “Rolling Stone” por sus temas “Vestir Rosado” y “Suerte”.
Después que Pato Sánchez saliera de la banda, pasaron a formar parte del grupo Toño Cepeda en el bajo, Ernesto Karolys en la batería y Andrés Benavides, también el integrante de Guardarraya, Andrés Caicedo anteriormente en la batería, había formado parte de la banda.
En 2004 lanzaron su álbum “Malditos Villanos Pixelados”. Durante el 2005 realizaron giras por Nueva York y Nueva Jersey, donde regresaron en 2006 para grabar un nuevo promocional llamado “Hotel”, en los estudios SAE Nueva York. En 2007 lanzaron su tercera producción denominada “Lado C”.
En 2008 presentaron un show junto a la banda Guardarraya en el Teatro Bolívar de Quito, denominado “Guardacan” donde lanzaron su sencillo promocional “UIO” y el DVD en vivo del evento “Guardacan”. Además poseen su propia disquera llamada “La increíble Sociedad del Can” donde produjeron los videos de los temas “Casi siempre” y “UIO” siendo este último expuesto por la MTV. Can Can se caracteriza por sus shows en escena y juegos de luces con propia escenografía.
Su cuarta producción fue coproducida con el apoyo de su gran amigo músico y guitarrista californiano Ken Stringfellow, lanzando en 2010 el promocional “Al mar” y en 2011 su álbum “CAOS”.
Luego del lanzamiento de "Caos" la banda admite haber tenido un desgaste por lo que se fragmentó quedando únicamente los miembros Dennise Santos y Daniel Pasquel quienes en el año 2012 conmemoran los 10 años de creación de la banda para lo cual lanzan "Malas Influencias - Remixes Reversiones" un recopilado de éxitos anteriores en colaboración con artistas como Nicola Cruz, Roger Icaza, Da Pawn, entre otros, junto con un tema nuevo "Desde Hoy". Para el mismo año la banda se presenta en concierto por última vez en "El Aguijón" en la ciudad de Quito interpretando varios de sus éxitos más destacados.
Desde el año 2012 la banda se encontró en un hiato indefinido hasta el año 2020 cuando celebran 18 años de su primer disco con el relanzamiento de "Can - Can (2020 Remaster)" que incluyó remezclas del primer disco.
En julio de 2020 la banda hace oficial su regreso luego de lanzar en forma de casete las "Sesiones Ayer/Mañana" con la participación de Madrigal (Swing Original Monks), Álvaro Bermeo (Guardarraya), Lolabúm y Da Pawn. Dennise Santos y Daniel Pasquel se encargaron de la producción de las 4 canciones. Para Septiembre la banda prepara el lanzamiento de un nuevo sencillo "Azul de la Distancia" luego de 8 años de inactividad.

## Discografía
- Can-Can (2002)
  - «3 días al Sol»
  - «Vine»
  - «Puedo ver»
  - «Bésame tanto»
  - «Despierta»
  - «Suerte»
  - «Metalmecanicals»
  - «Secretaria 7/4»
  - «Casi Siempre»
  - «Vestir Rosado»

- Malditos Villanos Pixelados (2004)
  - «Coleco»
  - «Megabass»
  - «Lo Recotumenico»
  - «IERI»
  - «China Come»
  - «Mucho Nobukazu»
  - «Fatalidad»
  - «El Aucas muy bien»
  - «Atari»
  - «Aire Aire Agüita»
  - «Himno al Ingeniero»
  - «Levitaba»
  - «Ay mi vida»
  - «Rene Higuita»
  - «UIO»
  - «Mejillón»
  - «Eskimo»
  - «Nintendo»

- Lado C (2007)
  - «UIO» versión07
  - «Casi siempre» versión07
  - «Hotel»
  - «Pornovida»
  - «Navegas Inquieta»
  - «Suerte»

- Guardacan (2008)
  - un "matrimonio musical" entre las bandas can-can y guadarraya, grabado en el teatro Bolivar
  - «UIO»

- CAOS (2011)
  - «Tiempo»
  - «Pesadilla»
  - «El Fin»
  - «KKK»
  - «1 12 25»
  - «La mala influencia»
  - «Un ente así»
  - «Caos»
  - «Valles»
  - «Al mar»
  - «Extraño»
  - «Escopolamíname»
  - «A donde voy»
  - «Glándulas»
  - «Pequeño can»

- Del Tiempo Muerto (2023)
  - «Azul de la Distancia»
  - «Huir de Mi»
  - «Malditos Animales»
  - «El Diablo»
  - «El Averno»
  - «Sal Pimienta»
  - «Si Sabes Que Hay Que hacer»
  - «Sangre Con Miel»
  - «Naufragar»
  - «Mayday»

- Tiempo Fuera (2023)
  - «Colón»
  - «América»
  - «Elí»
  - «Azul de Metileno»